# Jamilla Rankin
Jamilla Sofia Rankin (* 9. Mai 2003 in Lismore, New South Wales) ist eine australische Fußballspielerin.

## Karriere

### Vereine
Rankin spielte bereits im Alter von 16 Jahren für Brisbane Roar in der Saison 2019/20 in der W-League, der seinerzeit höchsten Spielklasse im australischen Frauenfußball. Ihr einziges bestritt sie am 1. März 2020 (14. Spieltag) bei der 1:3-Niederlage im Auswärtsspiel gegen den Melbourne City FC über 90 Minuten. In der Folgesaison, in der sie in zwölf Punktspielen eingesetzt wurde, erzielte sie am 14. Februar 2021 (8. Spieltag) beim 4:1-Sieg im Auswärtsspiel gegen den Sydney FC mit dem Treffer zum 2:1 in der 16. Minute ihr erstes Tor. Mit ihrer Mannschaft erreichte sie das Halbfinale des Meisterschaftsturniers der vier bestplatzierten Mannschaften nach Abschluss der regulären Saison. Das Spiel am 4. April 2021 wurde im heimischen Queensland Sport and Athletics Centre mit 2:6 gegen Melbourne City FC verloren. Nachdem sie in der Saison 2021/22 14 Punktspiele bestritten hatte, wechselte sie für wenige Monate zum Blacktown Spartans FC. Diesen Verein gehörte sie von April bis September 2022 in der New South Wales NPL Women an und wurde in acht Punktspielen berücksichtigt, bevor sie nach Brisbane zurückkehrte und das zweite Mal für Brisbane Roar – und zwar 16 Mal – in der höchsten Spielklasse mitwirkte.
Zur Saison 2023/24 begab sie sich nach Melbourne und kam für den dort ansässigen Verein Melbourne Victory in 22 Spielen der regulären Saison und einem Spiel im Elimination Final, dem in Hin- und Rückspiel ausgetragenen Ausscheidungsspiel für das Halbfinale des Meisterschaftsturniers, zum Einsatz.
Mit ihrer Verpflichtung zur Saison 2024/25 vom Bundesligisten TSG 1899 Hoffenheim gelangte sie das erste Mal ins Ausland. Für den deutschen Erstligisten gab sie ihr Pflichtspieldebüt am 1. September 2024 zum Saisonstart der Bundesliga. Sie kam mit Einwechslung für Lisa Doorn in der 68. Minute ins Spiel, das mit 2:1 bei der SGS Essen gewonnen wurde.

### Nationalmannschaft
Nachdem Rankin im September 2019 in vier Länderspielen für die U16-Nationalmannschaft im Turnier um die AFC-Meisterschaft zum Einsatz gekommen war, debütierte sie in der A-Nationalmannschaft am 25. Juni 2022 in Huelva im Freundschaftsspiel gegen die Nationalmannschaft Spaniens, der ihre Mannschaft mit 0:7 unterlegen war; sie wurde für Emily van Egmond zur zweiten Spielzeit eingewechselt. Anschließend nahm sie mit der U20-Nationalmannschaft an der in Costa Rica ausgetragenen Weltmeisterschaft teil und wurde in allen drei Spielen der Gruppe A eingesetzt.
Für die U23-Nationalmannschaft bestritt sie drei Länderspiele, die am 29. Mai und am 1. Juni 2024 gegen die U23-Nationalmannschaft Schwedens und die U20-Nationalmannschaft Deutschlands jeweils mit 0:3 verloren wurden und das am 4. Juni gegen die U23-Nationalmannschaft Polens, von der man sich 2:2 unentschieden trennte.